# Marchalina azteca
Marchalina azteca är en insektsart som beskrevs av Ferris 1925. Marchalina azteca ingår i släktet Marchalina och familjen pärlsköldlöss. Inga underarter finns listade i Catalogue of Life.